# Gymnosphaera nicklesii
Gymnosphaera nicklesii là một loài dương xỉ trong họ Cyatheaceae. Loài này được Tardieu & F.Ballard ex Tardieu mô tả khoa học đầu tiên năm 1953.
Danh pháp khoa học của loài này chưa được làm sáng tỏ. 